# Неготин, Яков Кузьмич
Яков Кузьмич Неготин (3 (15) апреля 1864, Рига — 22 ноября 1919, Саратов) — российский физиолог и ветеринар, педагог, научный писатель.
Родился в семье титулярного советника. Высшее образование получил в Дерптcком ветеринарном институте, окончив его с золотой медалью и став с ноября 1889 года ассистентом в его клинике. В декабре 1891 года получил степень магистра ветеринарной медицины. В январе 1892 года был временно переведён на службу в военное министерство ветеринарным врачом. В октябре 1893 года был назначен прозектором юрьевского ветеринарного института: на этой должности вёл практикум по нормальной зоотомии и читал лекции по зоофизиологии. В июле 1895 года стал сверхштатным доцентом физиологии. В 1896 году был командирован в Вюрцбургский университет, где занимался изучением методов экспериментальной физиологии. По возвращении в Дерпт (Юрьев) им была устроена физиологическая лаборатория при институте, в которой как лично им, так и работавшими под его руководством производились экспериментальные исследования, главным образом по вопросам об анестезии животных. В июне 1897 года был утверждён сверхштатным экстраординарным профессором, в 1907 году — экстраординарным, в 1911 году — ординарным профессором физиологии. В 1918 году бежал из Эстонии в РСФСР после занятия Тарту (Юрьева) германской армией, сумел эвакуировать (будучи ответственным за это) в Саратов обширную университетскую библиотеку и свой физиологический кабинет. В Саратове прожил до конца жизни, организовав в зооветеринарном институте этого города кафедру физиологии.
Главные работы (значительную их часть написал на немецком языке): «Исследование об удобоприменимости анестезирующих сред у домашних животных» (Дерпт, 1891, удостоено золотой медали); «Ueber die Anwendbarkeit d. Anaestheticabei unseren Hausthieren» («Froehner’s und Kitt’s Monatshefte f. practische Thierneilkunde», том VI, Штутгарт, 1895); «Versuche mit Aether sulfuricus, Billroth’scher, Wachsmuth’scher und Englischer Mischungen» (там же); «Versuche mit Methylenum bichloratum, Bromoformium, Chloralum hydratum, Amylenum hydratum, Morphium muriaticum, Cocainum muriaticum und Brucinum» (там же).